# Веприкское городище
Веприкское городище —  городище хотовской локальной группы скифского времени — местной предшественницы зарубинецкой культуры, расположенное в Фастовском районе Киевской области в 3 км к северо-западу от села Веприк. Датируется VI—V веками до н. э..

## Описание
Городище было открыто в 1982 году экспедицией Института археологии АН УССР под руководством П. П. Толочко. В 1982—1985 годах исследовалось под руководством Г. Т. Ковпаненко. Городище располагается на низменной территории в месте впадения реки Веприк в Ирпень.  В плане городище имеет неправильную овальную форму. Его общая площадь около 40 га. Ирпень делит поселение на две части. На правом берегу находится большая часть, на левом — меньшая. Правобережная часть с запада и северо-запада имеет естественную защиту — болото, с восточной стороны — реку Веприк. Площадка городища представляет собой мысообразную террасу, на северной части которой ныне расположен хутор Млынок, а на южной огороды и кладбище. На обеих частях городища сохранились остатки валов и рвов. Длина южного вала составляет 880 м, северного — 320м, ширина вала доходит до 10—12 м, высота 3—4 м. Во время раскопок было установлено, что площадка была заселена только в южной части, где мощность культурного слоя достигает 0,4—0,9 м. Найденная лепная кухонная и столовая керамика датирует городище VI—V веками до н. э.; по мнению М. Н. Дарагана такие же типы посуды встречаются и в комплексах конца VII — начала VI веков до н. э. Керамика (фрагменты мисок, кубков, черпаков) орнаментирована под венчиком или по тулову налепным валиком, расчленённым пальцевыми вдавлениями или защипами, сквозными проколами или наколами, нанесёнными с внутренней стороны сосуда. Были найдены также глиняные пряслица и железный серп.